# إيلوس

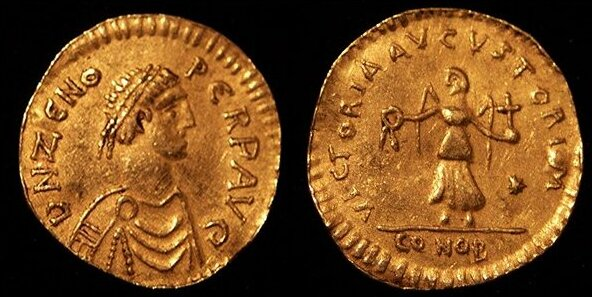
ثلث صرد صادرة عن الإمبراطور زينون. لعب إيلوس دورًا مهمًا في عهد زينون، من خلال دعمه لأول مرة للغاصب، باسيليسكيوس، ثم مساعدة زينون على استعادة الحكم وهزيمة مغتصب آخر (مارقيان (Marcian (usurper)))، وأخيرًا إنشاء ودعم المغتصب الثالث، ليونتيوس (Leontius (usurper)).

فلافيوس إيلوس ((بالإغريقية: Ἰλλός)‏) (توفي 488) كان جنرالًا بيزنطيًا، لعب دورًا مهمًا في عهد الأباطرة البيزنطيين زينون وباسيليسكيوس.
أيد إليوس ثورة باسيليسكيوس ضد زينون، ثم بدل الجوانب، ودعم عودة زينون (475-476).خدم إيلوس الإمبراطور زينون بشكل جيد، حيث قام بهزيمة المغتصب مارقيان، لكنه دخل في صراع مع الأرملة الإمبراطورة فيرينا، وأيد ثورة ليونتيوس، ولكن فشل التمرد وإيلوس قُتل.

## روابط خارجية
- Giftopoulou، Sofia (2005). "Rebellion of Illοs and Leontios against Zeno, 484-488". Encyclopaedia of the Hellenic World, Asia Minor. Foundation of the Hellenic World. مؤرشف من الأصل في 2016-03-03. اطلع عليه بتاريخ 2012-07-14.

| سبقه Post consulatum باسيليسكيوس Augusti II et Armati | Consul في الإمبراطورية الرومانية 478 | تبعه زينون (إمبراطور) III |